# Campionato sudamericano per club (pallavolo maschile)
Il campionato sudamericano per club è una competizione pallavolistica per squadre di club sudamericane maschili, organizzata con cadenza annuale dalla CSV.

## Edizioni
| Edizione      | Edizione          | Podio         | Podio         | Podio                |
| Anno          | Sede della finale | Campione      | Seconda       | Terza                |
| ------------- | ----------------- | ------------- | ------------- | -------------------- |
| 2009 Dettagli | Florianópolis     | Cimed         | BVC           | Sada                 |
| 2010 Dettagli | Bolivar           | Bolívar       | Cimed         | UPCN                 |
| 2011 Dettagli | San Paolo         | Sesi          | UPCN          | Universidad Católica |
| 2012 Dettagli | Linares           | Sada          | UPCN          | Huracanes de Bolívar |
| 2013 Dettagli | Belo Horizonte    | UPCN          | Minas         | RJX                  |
| 2014 Dettagli | Belo Horizonte    | Sada          | UPCN          | Minas                |
| 2015 Dettagli | San Juan          | UPCN          | Sada          | Lomas                |
| 2016 Dettagli | Taubaté           | Sada          | Funvic        | UPCN                 |
| 2017 Dettagli | Montes Claros     | Sada          | Bolívar       | UPCN                 |
| 2018 Dettagli | Montes Claros     | Sada          | Lomas         | AEESB                |
| 2019 Dettagli | Belo Horizonte    | Sada          | UPCN          | Obras Sanitarias     |
| 2020 Dettagli | Contagem          | Sada          | UPCN          | Funvic               |
| 2021          | Belo Horizonte    | Non disputato | Non disputato | Non disputato        |
| 2022 Dettagli | Contagem          | Sada          | Minas         | BVC                  |
| 2023 Dettagli | Araguari          | Sada          | Minas         | ABCD                 |
| 2024 Dettagli | Blumenau          | Sada          | Ciudad        | Amigos do Vôlei      |
| 2025 Dettagli | Uberlândia        | Sada          | ABCD          | Sesi                 |

## Palmarès per club
| Squadra | Titolo | Edizione                                                         |
| ------- | ------ | ---------------------------------------------------------------- |
| Sada    | 11     | 2012, 2014, 2016, 2017, 2018, 2019, 2020, 2022, 2023, 2024, 2025 |
| UPCN    | 2      | 2013, 2015                                                       |
| Floripa | 1      | 2009                                                             |
| Bolívar | 1      | 2010                                                             |
| Sesi    | 1      | 2011                                                             |

## Palmarès per nazioni
| Nazione   | Titolo |
| --------- | ------ |
| Brasile   | 13     |
| Argentina | 3      |